# Sandžak-beg
Sandžak-beg (turski: sancakbeyi) je naziv za upravnika ili vladara sandžaka, podoblasti unutar vilajeta, tj. jedne od provincija Osmanlijskog Carstva. 